# Claremont Hotel & Spa
Claremont Club & Spa, a Fairmont hotel  es un hotel histórico situado al pie del Cañón Claremont en Berkeley Hills y ubicado en el distrito de Claremont, que se extiende a ambos lados de los límites de la ciudad de Berkeley y Oakland. En su altura (400 pies), la ubicación ofrece vistas panorámicas de la Bahía de San Francisco . El edificio del hotel está íntegramente en Oakland, al igual que el spa, los jardines y la zona de aparcamiento. Sin embargo, dos pequeñas porciones de la propiedad, una justo al este del Berkeley Tennis Club y la otra cerca de la intersección de Claremont Avenue y Russell Street, están dentro de los límites de la ciudad de Berkeley, y el complejo tiene un Berkeley dirección postal (41 Tunnel Road, Berkeley CA 94705).
El Berkeley Tennis Club arrendó una parte de los terrenos desde 1917 hasta 1945. En 1945, el Club compró esta sección de los terrenos y permanece ubicado en 1 Tunnel Road, Berkeley, al lado del hotel. La propiedad del club se extiende a ambos lados de los límites de la ciudad de Oakland-Berkeley, que recorren el antiguo derecho de paso del tren E Key System que ahora sirve como un camino entre los juegos de canchas.
Tiene 279 habitaciones, un 20 000 pies cuadrados (185 806 dm²) spa, 10 canchas de tenis y 22 acres (8,9 ha) de zonas ajardinadas. Las historias románticas cuentan que una vez se ganó en un juego de damas. El hotel fue nominado y se consideró elegible para su inclusión en el Registro Nacional de Lugares Históricos en 2003, pero no se incluyó debido a la objeción del propietario. Es un Monumento Histórico de la Ciudad de Oakland designado.

## Historia
El sitio en el que se construyó estaba ubicado originalmente en una sección no incorporada del condado de Alameda, fuera de los límites de la ciudad. Fue desarrollado por uno de los primeros colonos, William B. Thornburgh, quien construyó una gran casa a la que llamó "castillo". Después de su muerte, fue comprado por John Ballard. El 14 de julio de 1901, un incendio forestal que descendía de las colinas quemó la casa hasta los cimientos. El 10 de noviembre de 1905, Louis Titus adquirió la propiedad en nombre de Claremont Hotel Company por aproximadamente 37,500 $. The Claremont Hotel Company era un grupo de inversionistas que incluía al Sr. Titus, junto con John Hopkins Spring, Francis "Borax" Smith, Frank C. Havens y Duncan McDuffie . Smith y Havens ya estaban involucrados en lo que llegó a conocerse como " Key System ", una importante empresa de desarrollo inmobiliario y de tránsito en East Bay, cuyos trenes de cercanías comenzaron a circular en 1903.
La construcción del hotel comenzó poco después de la compra de 1905, al mismo tiempo que el cercano desarrollo de Claremont Park de Duncan McDuffie, pero se detuvo como resultado de las dificultades financieras y de suministro causadas por el terremoto de 1906. La construcción se reanudó durante un tiempo en 1910, pero nuevas dificultades impidieron el progreso. Mientras tanto, un referéndum en noviembre de 1909 trajo la anexión del área que incluía la mayor parte del sitio del hotel a los límites de la ciudad de Oakland. El hotel finalmente se completó e inauguró en 1915 como el Hotel Claremont.
Una línea ferroviaria transbay Key (finalmente designada como la línea "E") corría casi hasta las puertas del hotel Claremont y terminaba entre las canchas de tenis que ahora forman parte del Berkeley Tennis Club. Por lo tanto, los huéspedes del Claremont Hotel no solo tenían vistas de San Francisco, sino que podían ir allí directamente desde los escalones del vestíbulo. Las pistas se quitaron en 1958 cuando se desmanteló el Key System, pero las canchas de tenis todavía están separadas por un camino donde solían estar las pistas.
Key System construyó otro gran hotel cerca del centro de Oakland, el Key Route Inn, que también tenía su propio servicio de tren.
Además de la conexión ferroviaria directa, el hotel Claremont también era conveniente para el tráfico de vehículos, ya que estaba situado a lo largo de la ruta principal sobre Berkeley Hills a través de Claremont Canyon. En 1903, se excavó un pequeño túnel sobre Temescal Canyon (el siguiente cañón hacia el sur), accesible por una nueva carretera denominada Tunnel Road, que iba desde el final de Ashby Avenue. Más tarde, la misma ruta condujo a un túnel más nuevo y más grande que se inauguró en 1937 como el "Túnel de bajo nivel de Broadway", más tarde rebautizado como Túnel Caldecott . La dirección de la calle del Claremont sigue siendo 41 Tunnel Road. Tunnel Road es una parte designada de State Highway 13.
En 1873, se promulgó una ley estatal que prohibía la venta de bebidas alcohólicas dentro de dos millas de la Universidad de California. Este estatuto fue enmendado en 1876, reduciendo la distancia de prohibición a una milla (1.6 km) del perímetro de la Universidad de California. En 1913, los inversionistas del hotel patrocinaron AB 1620 (conocido como el proyecto de ley Ferguson), supuestamente para restringir aún más el alcohol cerca de iglesias y escuelas en todo el estado, pero excluyendo específicamente al hotel Claremont de la zona seca. Influenciado por el activismo de los clubes de mujeres y grupos de templanza en Berkeley, el proyecto de ley Ferguson fue derrotado por un voto. La prohibición nacional del alcohol se instituyó el 17 de enero de 1920, cuando entró en vigor la Ley Volstead, promulgada de conformidad con la Enmienda 18. El 5 de diciembre de 1933, la Enmienda 18 fue derogada por la promulgación de la Enmienda 21. Después de la derogación, el Hotel Claremont siguió sufriendo por la ley estatal que prohibía la venta de licor dentro de una milla de la universidad. En 1937, se enmendó la ley para medir la distancia siguiendo las rutas de las calles en lugar de una línea recta, y el hotel pudo servir licor legalmente. Según una historia en el sitio web del hotel, un estudiante de la universidad descubrió en 1936 que la ruta tenía más de una milla y se le otorgaron bebidas gratis de por vida. Sin embargo, este punto había sido discutido públicamente en 1913.
El hotel tenía una escalera de incendios inusual en forma de un tobogán en espiral de varios pisos para que los huéspedes pudieran escapar. Muchas personas a lo largo de los años, incluidos los adolescentes, se colaron y tomaron el paseo, pero el tobogán finalmente se cerró y se retiró. El último día, el tobogán se abrió al público y cualquiera que hiciera una donación a la organización benéfica seleccionada del hotel recibió una toalla de mano de felpa con un monograma para deslizarse.
Se enfrentó la destrucción en la tormenta de fuego de Oakland de 1991, pero los bomberos y el viento amainando detuvieron las llamas antes del hotel.
En 2007, el Claremont fue adquirido por Morgan Stanley . El 1 de febrero de 2011, el complejo se declaró en quiebra debido a las pérdidas atribuidas a la recesión en curso. Los prestamistas, incluidos Paulson & Co., Winthrop Realty Trust y Capital Trust, ejecutaron la propiedad. En 2013, los propietarios llegaron a un acuerdo para vender Claremont y otras tres propiedades a la Corporación de Inversiones del Gobierno de Singapur . El Claremont fue comprado en marzo de 2014 por la cadena de hoteles Fairmont y el financiero Richard Blum.

## Rumores de encantamiento
Según los informes, está embrujado, en particular la habitación 422. Los informes incluyen el sonido del llanto de un bebé, pero la historia de la muerte de una niña de seis años en esa habitación no ha sido corroborada.